# Рыгин (Каменск-Шахтинский)
Рыгин — хутор, территория которого входит в черту города Каменск-Шахтинский Ростовской области.У некоторых авторов территория хутора Рыгин именуется Рабочим городком, так как в этом месте был организован посёлок, где проживали строители химического комбината и ТЭЦ, энергетики.

## География
Территория хутора Рыгин на востоке начиналась от переулка Станционного и доходила до места, где сейчас располагается шестая школа. Территория, где построен современный больничный городок, раньше была незастроенной. В ручье Рыгин (правом притоке Северского Донца) вблизи хутора водилась рыба и раки.

## История
Хутор Рыгин был образован в 1797 году на берегу ручья. Это был один из самых первых хуторов станицы Каменской.
В книге, датированной 1870 годом, содержится информация о том, что вблизи хутора Рыгин на территории балки Рыгиной, проводилась разведка месторождений полезных ископаемых — каменного угля и антрацита.
В начале XX века на лугу, который располагался за хутором Рыгиным, в праздничные дни устраивались скачки.На окрестных территориях хутора в этот же период стали появляться первые промышленные предприятия. В районе Станционного переулка мог функционировать чугуннолитейный завод.
В 1930-х годах был построен стеклотарный завод. Летом 1939 года стало работать предприятие химкомбинат «Россия».
Территория хутора была местом отдыха для многих людей вплоть до 1940-х годов.
Хутор Рыгин, также как и многие другие бывшие населенные пункты, в том числе хутора Подскельный и Косогонов, были присоединены к городской территории.
В 2016 году ручей Рыгин вместе с другими водными объектами был исследован специалистами Азово-Кубанского отдела госмониторинга.

## Достопримечательности

### Рыгинская пещера
В начале XX века Рыгинская пещера была одной из достопримечательностей вблизи города Каменск-Шахтинский. Она расположена на правом берегу реки Рыгин, вблизи хутора Рыгин в месте, где сейчас работает винно-водочный завод. Пещера была вырыта усилиями монаха Вавила. Существуют предположения, что монах Вавил и старец Авил — один и тот же человек. По имени старца Авила названы Авиловы горы с пещерой, которые расположены в Белой Калитве. Когда старец ушел из Рыгинской пещеры, там регулярно проходили экскурсии вплоть до 1917 года. Вход в пещеру располагался на отвесном склоне, представлял собой две арки, высота которых превышала человеческий рост. Их разделял между собой столб, созданный из глины. Основные ходы пещеры были созданы с многочисленными ответвлениями. Ширина основных ходов составляла до полутора метров, а высота превышала 3 метра. На глубине пещера становится более узкой. Попасть в нее можно было по узкой тропе, но в 1940-х годах в военное время, тропа была нарушена, и путь в пещеру стал сложнее. Существуют предположения, что от Рыгинской пещеры ведет подземный туннель до Покровского храма. Этот храм находился на улице Покровской в районе городской набережной Каменска. Во время революции культовое сооружение было разрушено, в этот же период был разрушен и подземный ход. Также существуют предположения, что пещера могла быть связана с татарской крепостью, которая существовала когда-то в этой местности.